# Station Zielona Góra Górne Miasto
Station Zielona Góra Górne Miasto is een spoorwegstation in de Poolse plaats Zielona Góra.